# 斯坎多拉腊-拉瓦拉
斯坎多拉腊-拉瓦拉（義大利語：Scandolara Ravara），是意大利克雷莫纳省的一个市镇。总面积17平方公里，人口1516人，人口密度89.2人/平方公里（2009年）。国家统计（ISTAT）代码为019092。